# Megamix Brutal
Megamix Brutal és una sèrie documental de tres episodis dirigida per Rafa de Los Arcos per a 3cat i RTVE Play. Hi apareixen discjòqueis i productors de grans èxits com Toni Peret, José María Castells, Quique Tejada o Mike Platinas entre d'altres.
La seva estrena va ser el dimarts 25 de juny de 2024 en ambdues plataformes.

## Argument
La sèrie explica la història amagada de Max Music, una discogràfica creada a principis de la dècada dels 80 i que va revolucionar la indústria musical. 
El relat se centra en la relació d'amistat dels seus creadors: Miquel Degà i Ricardo Campoy, dos joves apassionats per la música de ball decidits a triomfar i a fer-se multimilionaris a qualsevol preu. Un èxit que va acabar de la pitjor manera: van passar de compartir família i somnis a odiar-se sense remei. 
La sèrie està narrada pel locutor de ràdio Fernando Martínez, més conegut com a Fernandisco.

## Episodis
| Núm. total | Núm. de la temporada | Títol             | Data d'emissió original | Espectadors (milions) |
| ---------- | -------------------- | ----------------- | ----------------------- | --------------------- |
| 1          | 1                    | «La festa eterna» | 25 de juny de 2024      | 121.000 (8,2%)        |
| 2          | 2                    | «Dansa macabra»   | 25 de juny de 2024      | 121.000 (8,2%)        |
| 3          | 3                    | «L'últim ball»    | 25 de juny de 2024      | 121.000 (8,2%)        |